# Noche de Walpurgis
Noche de Walpurgis (o valborgsmässoafton en sueco, Walpurgisnacht en alemán) La Noche de Walpurgis (/vælˈpʊərɡɪs, vɑːl-, -ˈpɜːr-/),  es una abreviatura de la Noche de Santa Walpurgis. La Noche de Santa Walpurgis (también escrita como Víspera de Santa Walpurgis) es la víspera de la fiesta cristiana de Santa Walpurga, una abadesa de Francia del siglo VIII.  Se celebra en la noche del 30 de abril y el día 1 de mayo. Esta fiesta conmemora tanto la canonización de Santa Walpurgis como el traslado de sus reliquias a Eichstätt, Alemania, eventos que ocurrieron el 1 de mayo de 870."
El 1 de mayo ya estaba marcado en la liturgia cristiana como conmemoración de la canonización de Santa Walpurga, una abadesa anglosajona del siglo VIII que estuvo como misionera en Alemania, que no se relaciona con los ritos de las brujas.
Como consecuencia, Santa Walpurga comenzó a ser invocada por los cristianos de Alemania para luchar contra plagas, rabia y tos ferina, así como contra la brujería, ya que Santa Walpurga logró convertir a la población local al cristianismo. En partes de la cristiandad, las personas continúan encendiendo hogueras en la víspera de Santa Walpurga para alejar a los espíritus malignos y las brujas. Históricamente, se han hecho peregrinaciones cristianas a la tumba de Santa Walpurga en Eichstätt coincidiendo con su fiesta y a menudo se adquirían frascos de aceite de la santa.
Se observan variantes locales de la noche de Walpurgis en todo el norte y centro de Europa en los Países Bajos, Alemania, la República Checa, Eslovenia, Suecia, Lituania, Letonia, Finlandia y Estonia. En Dinamarca y Noruega, la tradición de las hogueras para alejar a las brujas se observa como la noche de San Juan.

## En otros idiomas
Esta festividad tiene diferentes nombres en los idiomas del norte:
- Čarodějnice, Pálení čarodějnic o Valpuržina noc en checo.
- Chodojtypalenje en alto sorabo, Chódotypalenje en bajo sórabo.
- Noc Walpurgii en polaco.
- Valborgsaften en danés.
- Valborgsmässoafton o Valborg en sueco.
- Valborgsnatten o Valborgsnatta en noruego.
- Valpurgijos naktis en lituano.
- Valpurģu nakts o Valpurģi en letón.
- Vapunaatto en finés.
- Volbriöö en estonio.
- Walpurgisnacht en alemán y en neerlandés.
- Вальпургиева ночь (Valpurgijeva noch) en ruso.

## Noche de Walpurgis
En realidad, Santa Walpurgis nada tenía que ver con este rito; más bien se escogió esa noche por oposición a la fiesta de Todos los Santos (1 de noviembre), ya que celebrar ritos paganos seis meses después, o sea, del otro lado del año, es una manera ritual de darle vuelta a su significado.
Durante siglos, se conservó la creencia de que esa noche las brujas volaban sobre escobas, gatos o cabras hacia el Brocken, la montaña más alta de la Sierra del Harz (en el estado federado alemán de Sajonia-Anhalt), para celebrar sus rituales. De ahí que la noche de Walpurgis sea conocida también como «la noche de las brujas».
Goethe erigió un monumento a la noche de Walpurgis en su obra Fausto, donde el aquelarre sirve como un interludio entre la primera y la segunda parte (escritas, dicho sea de paso, durante la juventud y durante la madurez de Goethe, respectivamente). Y así como sus protagonistas, Fausto y Mefistófeles, se divirtieron durante la noche de las brujas, se deben haber divertido también en el siglo XIX los turistas, ya entonces atraídos por la leyenda del Brocken. Hoy, este mito sigue siendo un considerable negocio para la Sierra del Harz.
Cada noche del 30 de abril al 1 de mayo, decenas de miles de personas emprenden el viaje hacia la cadena montañosa y son recibidas por neopaganos. La fiesta comienza con danzas, luego se enciende una enorme hoguera y retumban los tambores. Extinguidos los fuegos artificiales de la medianoche, se le da la bienvenida a quien traerá consigo la salud y la fecundidad, a la sucesora de todas las brujas: la «reina de mayo».
Sin embargo, estos espectáculos para turistas tienen muy poco que ver con las antiguas creencias populares. En el pasado, los fuegos de la Walpurgisnacht eran encendidos precisamente para protegerse de las temidas brujerías. Las puertas estaban adornadas con crucifijos y ramos de hierbas, las escobas eran colocadas con las cerdas hacia arriba, se hacían sonar de noche las campanas de las iglesias, los hombres solteros caminaban dando latigazos en torno a las casas y, para proteger al ganado, se colocaba sal en el umbral de los cobertizos.
Pero actualmente se ha perdido gran parte de su significado original, ya nadie le tiene miedo a las brujas, así que cerca del Brocken la noche se aprovecha para organizar una gran fiesta. Los disturbios que suelen acompañar a la madrugada previa al Día de los Trabajadores, en Berlín por ejemplo, o las llamadas «travesuras de la noche de brujas», en el sur de Alemania, son hoy mayor motivo de preocupación que las citas del diablo con sus amigas hechiceras.

## Variaciones regionales

### República Checa

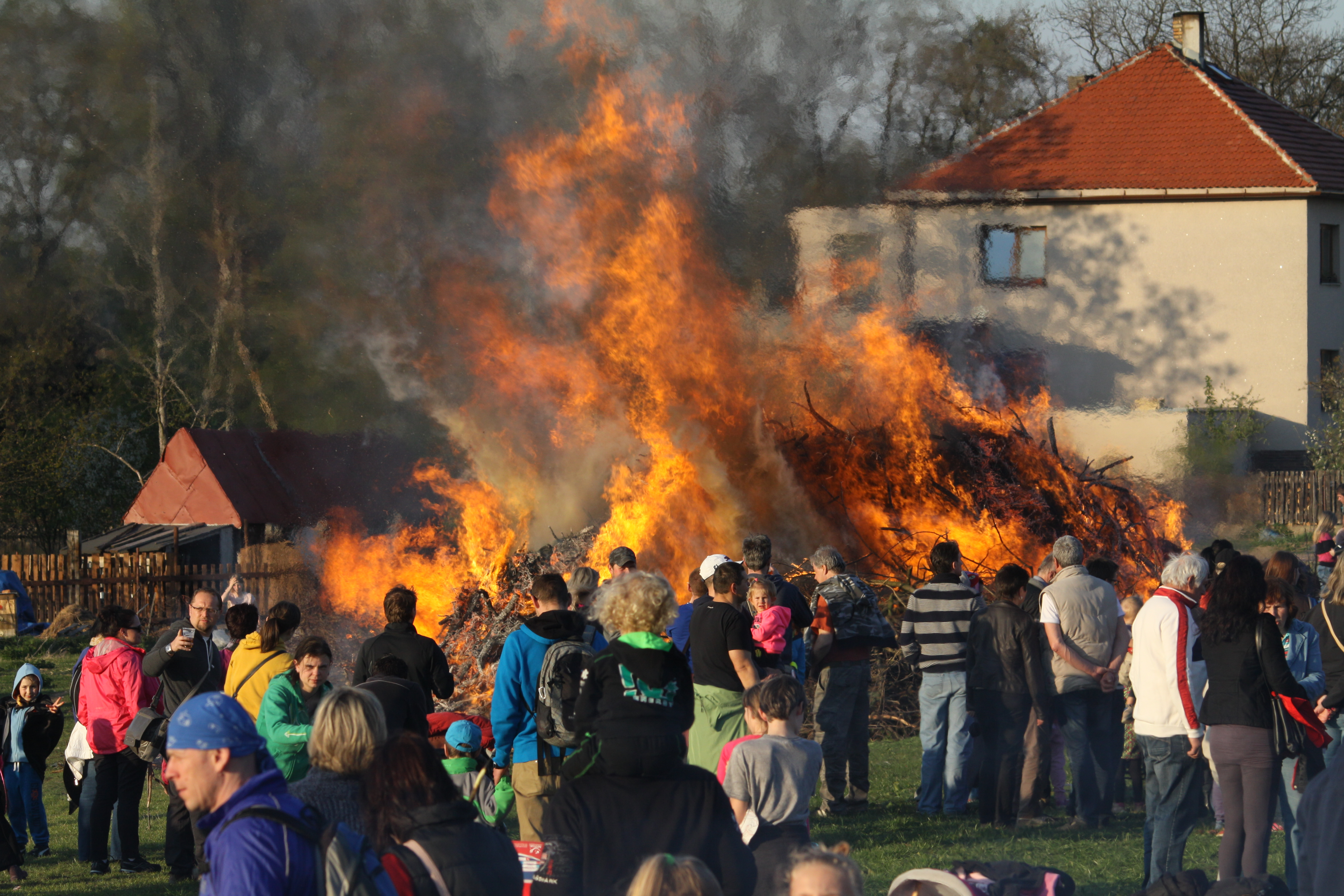
Celebración en Jesenice (Distrito de Praga-Oeste) en 2016.

El 30 de abril es el Pálení čarodějnic («quema de las brujas») o Čarodějnice («las brujas») en la República Checa. Enormes hogueras de hasta ocho metros de alto se encienden y se queman por la noche, preferiblemente en la cima de las colinas. Los jóvenes se reúnen a su alrededor y las repentinas formaciones de humo negro y denso son comparadas con «brujas volando». A medida que avanza la noche hasta la medianoche y el fuego disminuye, es l momento de buscar un cerezo en flor. Las mujeres jóvenes deben ser besadas pasada la medianoche (y durante el día siguiente) bajo un cerezo, símbolo de fertilidad. El primero de mayo se celebra entonces como el «día de los enamorados».

### Estonia
En Estonia es el Volbriöö, que se celebra durante la noche del 30 de abril y hasta la madrugada del 1 de mayo, siendo este un día festivo llamado «Día de la Primavera» (Kevadpüha). Volbriöö es una celebración importante y generalizada de la llegada de la primavera en el país. Influenciada por la cultura alemana, la noche originalmente fue para la reunión de brujas. La gente moderna todavía se disfraza de bruja para deambular por las calles con un ambiente carnavalesco.
Las celebraciones de Volbriöö son especialmente notables en Tartu, ciudad universitaria del sur de Estonia. Para los estudiantes estonios en fraternidades estudiantiles, la noche comienza con una procesión tradicional por las calles de Tartu, seguida de visitas a las sedes de otras fraternidades.

### Finlandia

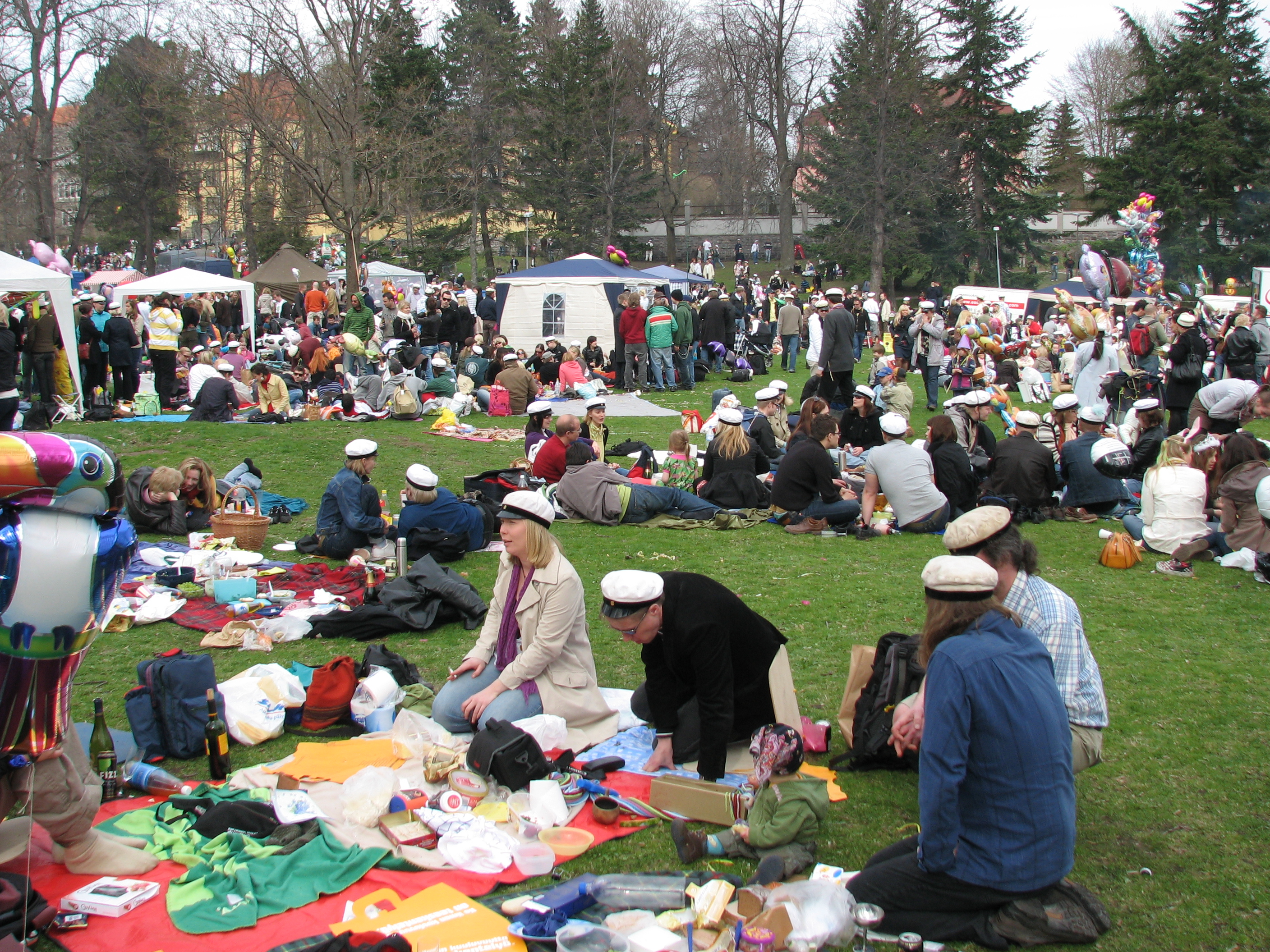
Gente en el pícnic de Vappu en Kaivopuisto en 2008.

En Finlandia es el Vapunaatto o Vappu, una de las cuatro fiestas más grandes junto con la víspera de Navidad, la víspera de Año Nuevo y el solsticio de verano (Juhannus). Se celebra el mayor festival de los pueblos y ciudades de Finlandia, que comienza en la tarde del 30 de abril y continúa hasta el 1 de mayo. Es típico que se centre en el consumo de sima (un tipo de hidromiel casero), vino espumoso y otras bebidas alcohólicas junto con tippaleipä (un tipo de torta frita). Desde finales del siglo XIX, esta fiesta tradicional empezó a ser adoptada por estudiantes universitarios, algunos exalumnos de lukio (preparatoria universitaria) se ponen el gorro de estudiante en blanco y negro y muchos de educación superior visten overoles. 
En la capital, Helsinki y su región circundante, Vappu comienza para la mayoría de los estudiantes universitarios una semana antes del día de celebración. Las festividades también incluyen un pícnic el 1 de mayo, que a veces se prepara de manera lujosa, particularmente en Ullanlinnanmäki, en el centro de Helsinki.

### Alemania

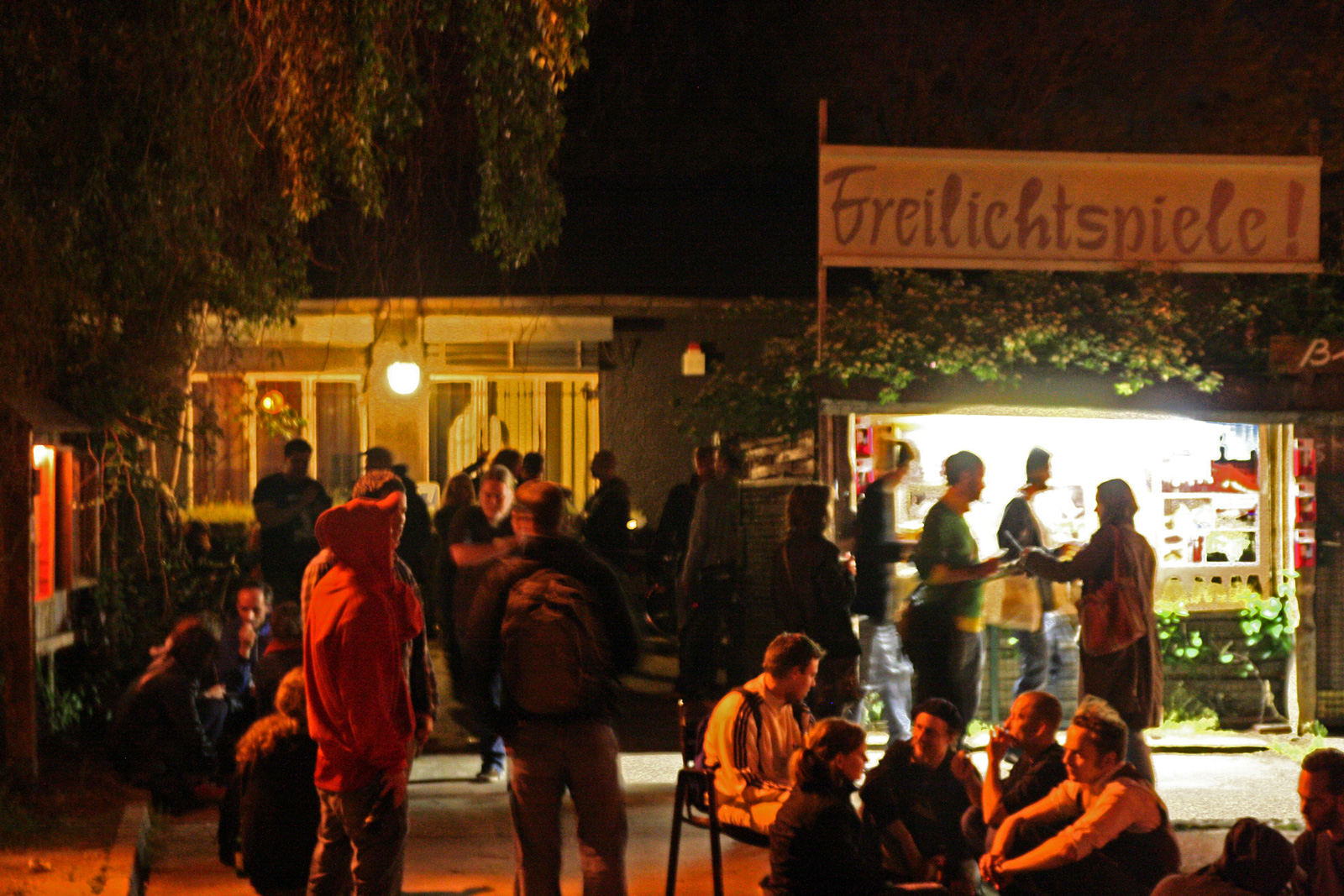
Celebración en Ostkreuz, Berlín en 2014.

En Alemania, Walpurgisnacht o Hexennacht («Noche de las brujas») es en algunas regiones del país una volksfest celebrada la noche del 30 de abril al 1 de mayo, siendo tradicionalmente la noche en que las brujas se reúnen para una gran celebración en Brocken, para marcar el período de espera de la llegada de la primavera.
Brocken es la montaña más alta del Harz en la Alemania central. Se destaca por el fenómeno del espectro de Brocken, relacionado en la tradición con las celebraciones de brujas que supuestamente tuvieron lugar allí en la noche de Walpurgis. Se trata de un fenómeno natural que produce una sombra ampliada, usualmente rodeada por halos similares a un arcoíris, proyectada en un banco de niebla en áreas de alta montaña cuando el sol está bajo.

### Suecia

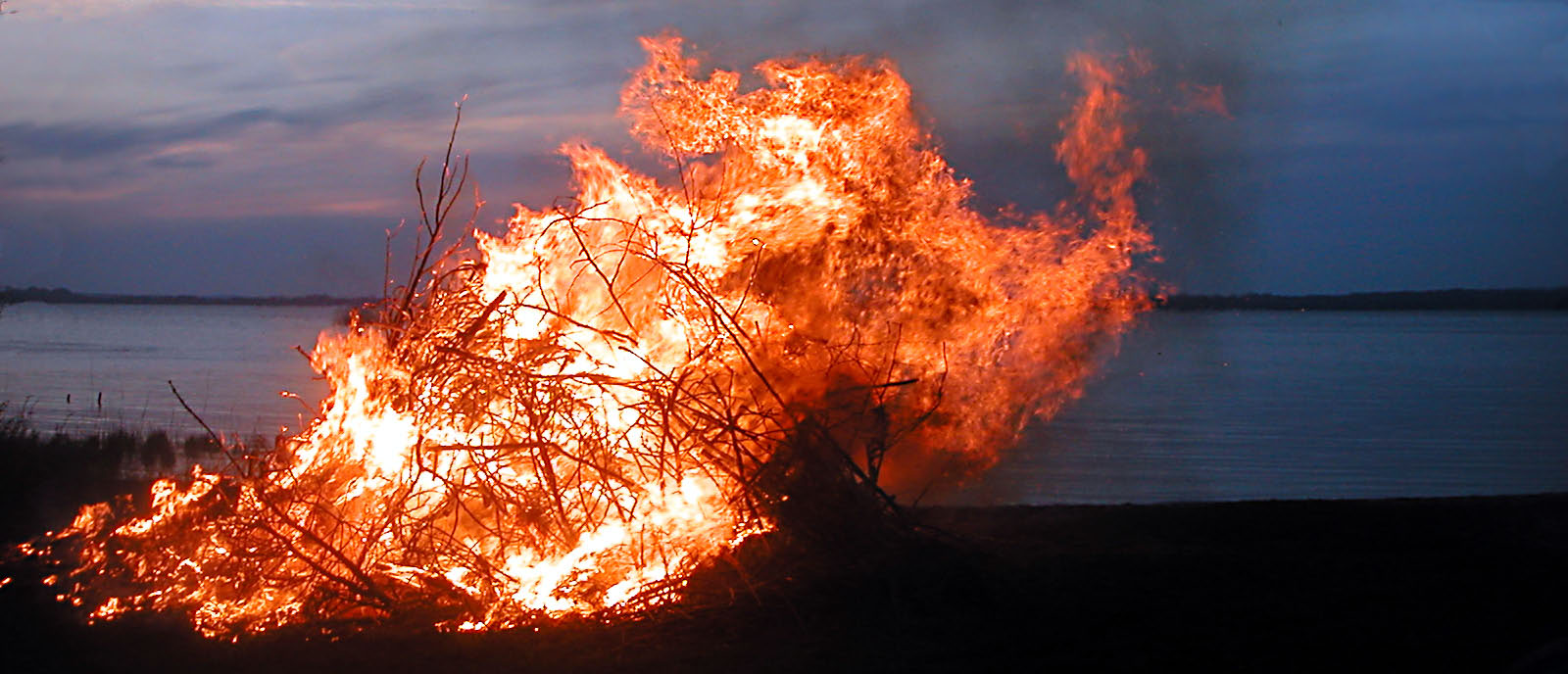
Hoguera de Valborg en Suecia.

Mientras que el nombre de Walpurgis proviene de la misionera inglesa Santa Walburga del siglo VIII, Valborgsmässoafton o simplemente Valborg, como se la conoce en sueco, tiene poco que ver con la religión y está más relacionada con la llegada de la primavera. Las formas de celebración varían en diversas partes del país y entre diferentes ciudades. Las celebraciones de Walpurgis no son una fiesta familiar, sino un evento público, y los grupos locales suelen encargarse de organizarlos para alentar el espíritu comunitario en la aldea o el vecindario. Las celebraciones normalmente incluyen encender una hoguera, cantos corales y un discurso para honrar la llegada de la temporada de primavera, a menudo pronunciado por una personalidad local.
En la Edad Media, el año laboral terminaba el 30 de abril; por lo tanto, este era un día de fiesta entre los comerciantes y artesanos de la ciudad, con dulce o truco, bailes y cantos en preparación para la celebración de la primavera. Sir James George Frazer en The Golden Bough escribe: «El primero de mayo es una gran fiesta popular en las partes más centrales y meridionales de Suecia. En la víspera del festival, enormes hogueras, que deben encenderse golpeando dos pedernales, arden en todas las colinas y montículos».
Las hogueras de Walpurgis son parte de una tradición sueca que se remonta a principios del siglo XVIII. Durante Walpurgis (Valborg), se dejaba salir a pastar a los animales de granja y se encendían hogueras para ahuyentar a los depredadores. En el sur de Suecia, una tradición más antigua, que ya no se practicaba, consistía en que los jóvenes recolectaran hojas y ramas del bosque al anochecer, que luego servían para adornar las casas de la aldea; la recompensa esperada por esta tarea consistía en huevos.

### Irlanda y Escocia

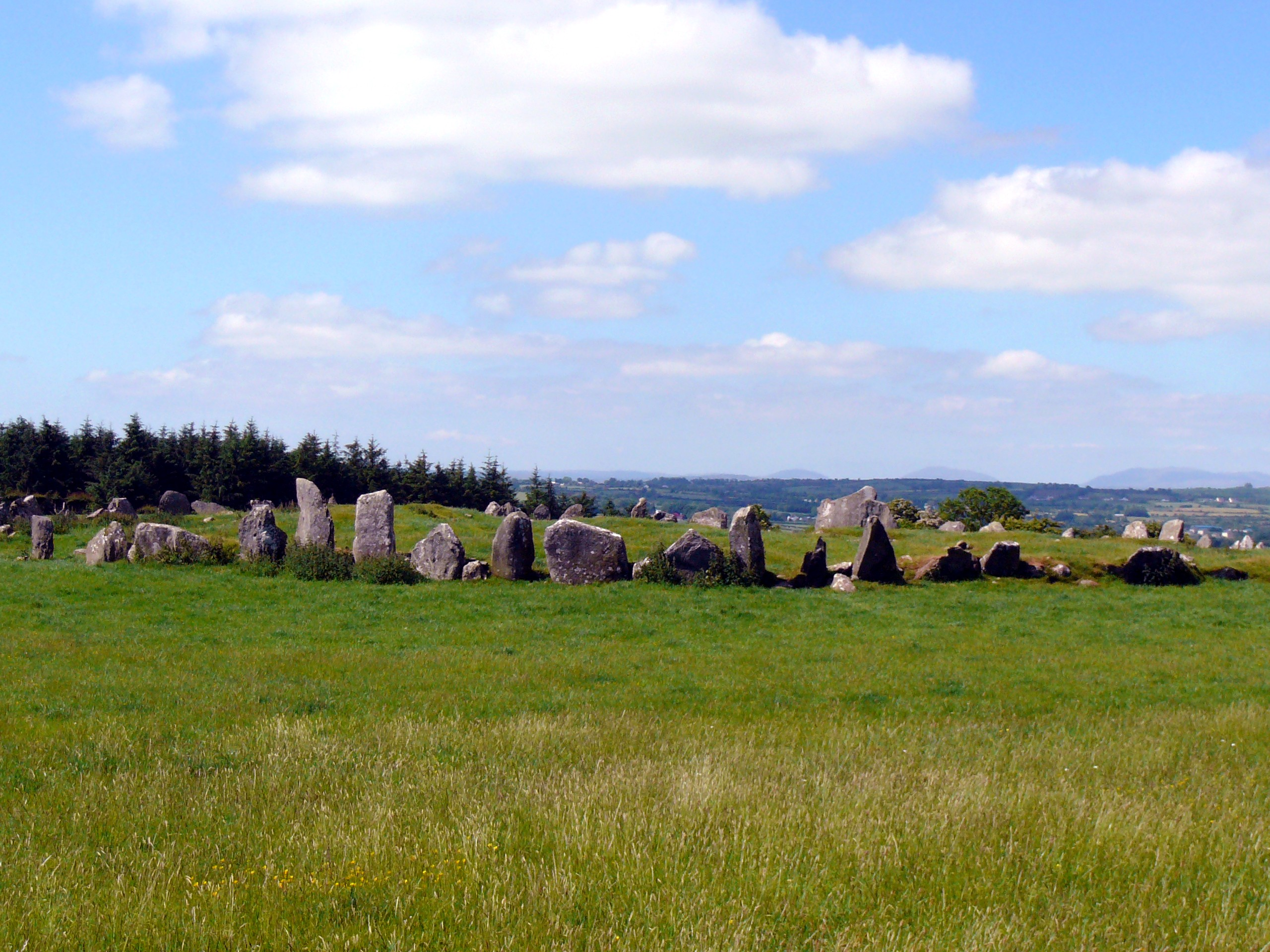
Círculo de piedra Beltany.

Los irlandeses y los escoceses celebran la fiesta de Beltane en la noche de Walpurgis. Según el antiguo calendario celta, Beltane constituye el principio del verano, así como Samhain (origen de lo que hoy se conoce como Halloween) marca el principio del invierno. Beltane recibe su nombre de Belenus, al que se quema de forma simbólica en las fogatas que se encienden en esta fecha, mientras las casas y los jardines son adornados hasta el último rincón con toda clase de flores.

## Orígenes
El origen de la festividad procede de antiguas celebraciones paganas germanas, adorando e invocando a los dioses de la fertilidad la noche del 30 de abril. La tradición señala esta fecha como de transición de la primavera al verano, la festividad de Beltane en honor a Belenos, dios del fuego, prendiendo hogueras para renovar con el humo a los pueblos y a sus habitantes. La festividad fue adoptada en algunos puntos para fines de brujería; luego fue absorbida por la llegada del cristianismo, atribuyéndole vagos orígenes relacionados con un supuesto cumpleaños de Satanás.
En la antigua Roma, el mes de mayo estaba consagrado a los antepasados (maiores). Era un mes en el que en toda Europa y Asia se creía que los aparecidos hacían sus incursiones entre los vivos. Durante la Antigüedad y la Edad Media, se perpetúa una gran prohibición: había que evitar casarse en mayo porque durante ese período se corría el riesgo de contraer matrimonio con una aparecida o con una mujer embrujada del otro mundo.
En la mitad septentrional de Europa estaba muy extendida la creencia de que existía una «divinidad» que protegía a las brujas y que las reunía una vez al año en una montaña. Estos conciliábulos se confundían con los de seres míticos y la fecha de la reunión, «la noche de las calendas de mayo», está relacionada con las valkirias. Otro elemento de carácter mitológico es que se decía que las brujas salían de sus casas formando cortejos, lo que recuerda a la creencia de que «en determinadas noches es posible oír los estrépitos que producen ejércitos misteriosos, cortejos de almas y espíritus, sobre todo en la época del solsticio de invierno».
Las reuniones, según la leyenda, tenían lugar en las inmediaciones de la sierra del Harz (en concreto en su cima más alta, el Brocken). Así lo relata un autor de principios del siglo XVII:

Con relación a lo que pueden hacer las brujas, se dice que untándose con ciertos ungüentos, hechos con grasa de gato o de lobo o leche de burra, pueden salir de sus casas montadas en palos o escobas por una vía común e incluso por un agujero angosto y volar por los aires, y así transportarse de un lugar a otro hasta donde celebran sus festines y francachelas con diablos. Circula la idea de que las brujas de toda Germania, después de hacer su unto, son llevadas en cortísimo tiempo, durante la noche de las calendas de mayo, al monte llamado Blocksberg y Heinberg, en tierras de los bructeros, llevadas por sus demonios familiares y dilectos, que adoptan las formas de macho cabrío, puerco, ternero y otros animales semejantes. Trepados en ellos a horcajadas y tomando un báculo, pasan toda la noche en juegos, comilonas y danzas con sus amantes.

Con el devenir de los tiempos, la fecha aproximada de la celebración católica de la canonización[cita requerida] de la Santa Walpurgis (Valborg o Walburga) se trasladó del 25 de febrero (fecha de su nacimiento) al 1 de mayo, denominándose Noche de Walpurgis por coincidir la fecha de celebración con el día de Santa Walpurgis en el calendario sueco, debido a que el 1 de mayo de 870 d. C. fueron trasladadas sus reliquias. Dicha fecha pasó a ser el día de la celebración de esta santa en algunos calendarios, coincidiendo con el Día del Trabajador.
Fue durante la Noche de Walpurgis de 1776 cuando Adam Weishaupt fundó en los bosques bávaros la secta de los Illuminati.